# 深圳大学电子与信息工程学院
深圳大学电子与信息工程学院成立于2019年，前身为深圳大学信息工程学院（成立于1997年）和深圳大学电子科学与技术学院（成立于2006年）。

## 历史沿革

### 原信息工程学院
- 1983年，深圳大学电子工程系建立，包括无线电专业和计算机应用专业，清华大学童诗白教授任首任系主任[1]。
- 1997年，以电子工程系为基础的深圳大学信息工程学院成立，内设电子工程系和计算机科学与技术系。
- 2001年，获批通信工程本科专业。
- 2005年，获批电子与信息工程专业硕士点。
- 2006年，深圳大学获得博士学位授予权，信号与信息处理博士点亦同时获批[2]，获批集成电路工程专业硕士点；在信息工程学院下设软件学院。
- 2008年，新增生物医学工程本科专业，随后该学科调入深圳大学医学部[3]。
- 2009年，信息工程学院下设的软件学院单独建院，成立计算机与软件学院。
- 2011年，获批集成电路设计与集成系统本科专业[4]；4月，信息工程学院整体搬迁至后海校区南校区[5]。
- 2013年，信息工程学院整体进入一本招生[6]。
- 2015年，9月，深圳大学工程学学科首次进入ESI世界排名前1%行列，也是深大首个进入ESI世界排名前1%的学科[7]。
- 2018年，集成电路设计与集成系统本科专业停止招生[8]。

### 原电子科学与技术学院
- 1995年，应用物理系开办光电子技术本科专业。
- 1998年，光电子技术本科专业调入工程技术学院，并更名为电子科学与技术本科专业。
- 2002年，获批物理电子学二级学科硕士点。
- 2004年，获批电路与系统二级学科硕士点。
- 2006年，原工程技术学院电子科技系、光电信息系重新组建电子科学与技术学院[9]。
- 2009年，开设微电子科学与技术系，获批微电子学本科专业[10]。
- 2010年，获批电子科学与技术一级学科硕士点。
- 2013年，电子科学与技术学院整体进入一本招生[6]。
- 2014年，电子科学与技术学院整体搬迁至后海校区南校区；光电信息科学与工程专业调入光电工程学院[11]。

### 电子与信息工程学院
- 2019年，1月，整合信息工程学院、电子科学与技术学院（非光电相关部分）组建电子与信息工程学院[12]，中国工程院院士丁文华教授出任学院院长[13]。
- 2021年，7月，整合深圳大学各学院的集成电路学科资源，组建微电子研究院；10月，获批电子信息专业学位博士点[14][15]。
- 2022年，5月，深圳大学工程学学科首次进入ESI世界排名前1‰行列，也是深大首个进入ESI世界排名前1‰的学科[16]；6月，获批设立广东省集成电路人才培养基地；12月，深圳大学牵头组建申报的“射频异质异构集成全国重点实验室”已获批立项建设[17]。
- 2024年，9月，获批电子科学与技术一级学科博士点[18]。

## 管理团队
| 院长 - 丁文华 | 党委书记 - 周浩江 | 执行院长 - 黄磊 |

| 党委副书记 - 杨丹 | 副院长 - 张胜利 | 副院长 - 黎冰 | 副院长 - 李岩山 | 副院长 - 张沛昌 |

## 专业设置
| 学系               | 本科专业                                                    | 硕士专业                                                                       | 博士专业                                                                                                  |
| ------------------ | ----------------------------------------------------------- | ------------------------------------------------------------------------------ | --- |
| 电子信息工程系     | 电子信息工程 - 电子信息工程 - 文华班 - 卓越AI人才培养特色班 | 信息与通信工程（学术学位） 新一代电子信息技术（专业学位） 通信工程（专业学位） | 信息与通信工程（学术学位） 电子科学与技术（学术学位） 新一代电子信息技术（专业学位） 通信工程（专业学位） |
| 通信工程系         | 通信工程                                                    | 信息与通信工程（学术学位） 新一代电子信息技术（专业学位） 通信工程（专业学位） | 信息与通信工程（学术学位） 电子科学与技术（学术学位） 新一代电子信息技术（专业学位） 通信工程（专业学位） |
| 电子科学与技术系   | 电子科学与技术                                              | 电子科学与技术（学术学位） 集成电路工程（专业学位）                            | 信息与通信工程（学术学位） 电子科学与技术（学术学位） 新一代电子信息技术（专业学位） 通信工程（专业学位） |
| 微电子科学与工程系 | 微电子科学与工程                                            | 电子科学与技术（学术学位） 集成电路工程（专业学位）                            | 信息与通信工程（学术学位） 电子科学与技术（学术学位） 新一代电子信息技术（专业学位） 通信工程（专业学位） |

## 组织机构

原深圳大学信息工程学院院徽

### 学系
- 电子信息工程系
- 通信工程系
- 电子科学与技术系
- 微电子科学与工程系

### 科研平台
国家级科研平台
- 射频异质异构集成全国重点实验室
- ATR国防科技重点实验室深圳大学深圳分室
- 试验物理与计算数学国家重点实验室联合研究中心
- 国家卫生局5G+网格化社区智能医疗管理应用示范平台

广东省科研平台
- 广东省数字创意技术工程实验室
- 广东省智能信息处理重点实验室
- 广东省基站天线与电波工程技术研究中心
- 广东省移动终端微波毫米波天线工程技术研究中心
- 广东省大规模移动计算与智能网络工程技术研究中心
- 广东省位置感知与探测工程技术研究中心
- 广东省多媒体信息服务工程技术研究中心
- 广东省移动智能终端工程技术（联合）研究中心
- 广东省智能无人系统与自主环境感知工程技术（联合）研究中心

深圳市科研平台
- 深圳市现代通讯与信息处理重点实验室
- 深圳市媒体信息内容安全重点实验室
- 深圳市先进导航技术重点实验室
- 深圳市天线与电波重点实验室
- 深圳市数字创意技术重点实验室
- 深圳市半导体异质集成技术重点实验室

## 知名学者
- 毛军发：电子学家，中国科学院院士，深圳大学校长，曾任上海交通大学副校长。
- 丁文华：广播电视技术专家，中国工程院院士，深圳大学电子与信息工程学院院长、特聘教授[13]，曾任中央电视台总工程师。
- 谢维信：信号处理学者，国务院政府特殊津贴专家，曾任深圳大学校长。
- 汪国平：纳米光子器件学者，国家杰出青年科学基金获得者，曾任武汉大学教授、深圳大学电子科学与技术学院院长。
- 黄继武：信息安全学者，国家杰出青年科学基金获得者，IEEE Fellow，深圳大学特聘教授。
- 黄磊：信号处理学者，国家杰出青年科学基金获得者，深圳大学电子与信息工程学院执行院长、创新技术研究院院长、特聘教授。

## 知名院友
工商、财经界
- 温乃粘—84电子，原中国移动通信集团广东有限公司副总经理[19]
- 陈金培—88电子工程，深圳市富通实业有限公司总裁

政府公务员
- 罗育德—89应用电子技术，中共深圳市委军民融合发展委员会办公室主任[20]
- 李卓文—95电子工程，深圳市深汕特别合作区党工委副书记、政法办公室主任

学术界
- 卢惠辉—00电子科学与技术，暨南大学光电工程系教授[21]